# Erik Magnusson

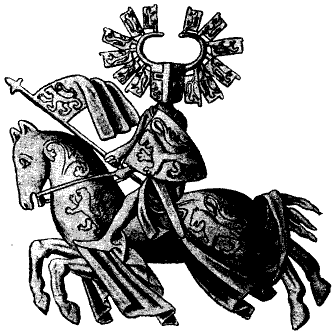
Erik Magnusson (auf seinem Siegel)

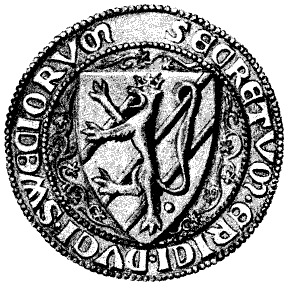
Erik Magnussons Wappen

Erik Magnusson (* um 1282; † 1318) war ein schwedischer Königssohn aus dem in der Erikschronik Folkunger genannten Adelsgeschlecht Bjälbo und Herzog von Södermanland, der bei dem Versuch, seinen Bruder Birger vom Thron zu vertreiben, umkam. Sein Sohn Magnus Erikson wurde König von Schweden und Norwegen. Sein Leben ist Hauptinhalt der Erikschronik, der ältesten schwedischen Dichtung.

## Leben
Erik war der dritte Sohn des schwedischen Königs Magnus Ladulås und dessen Frau Hedwig von Holstein. Sein Vater war 1275 König geworden, nachdem er seinen eigenen Bruder Waldemar im jahrelangen Kampf verdrängt hatte. Im folgenden Jahr hatte er Hedwig, die Tochter des Holsteiner Grafen Gerhard I. von Itzehoe-Holstein, geheiratet, mit der er sechs Kinder hatte, von denen der älteste Sohn, der auch Erik hieß, bereits als Kleinkind gestorben war. Die Tochter Ingeborg Magnusdotter hatte 1296 den dänischen König Erik VI. Menved geheiratet.
Eriks älterer Bruder Birger war nach dem Tod des Vaters 1290 als Zehnjähriger König geworden und regierte nach seiner Krönung 1302 selbständig. Erik selbst hatte 1284 Södermanland und Teile von Uppland als Herzogtum erhalten, jedoch übernahm auch er erst 1302 die Regierung seines Herzogtums. Der dritte Bruder Waldemar war Herzog von Finnland. Beide waren zwar als Herzöge Mitglieder des königlichen Rats, doch die eigentliche Macht hatte nach wie vor der Vormundschaftsregent Reichsmarschall Torgils Knutsson inne, der auch noch nach der Volljährigkeit des Königs die Geschicke des Reichs fast allein in den Händen hielt. Während der junge König ihn gewähren ließ, waren seine jüngeren Brüder unzufrieden und trachteten gemeinsam danach, Birger zu verdrängen und selbst die Königsmacht zu ergreifen.
Nach ersten, wenig erfolgreich verlaufenen Machtkämpfen mit dem königlichen Bruder begaben Erik und Waldemar sich im Winter 1304/05 nach Norwegen. Dort unterstellte Erik sich Håkon V., erhielt Kungahälla als Lehen und verlobte sich mit Ingebjørg Håkonsdotter, der 1301 geborenen Tochter und einzigem Kind des norwegischen Königs, als deren künftiger Ehemann er sich Hoffnung auf die norwegische Krone machen konnte. Von seinem Schwager König Erik VI. Menved von Dänemark erhielt er die Provinz Halland. Diese befand sich jedoch im Besitz von Graf Jacob Nielsen aus dem dänischen Hvide-Geschlecht. Jacob Nielsen gehörte zu den oppositionellen Adligen, die 1286 des Mordes an dem dänischen König Erik V. Klipping angeklagt worden und aus Dänemark geflohen waren und nun von Halland aus Überfälle nach Dänemark unternahmen – durchaus im Interesse des schwedischen Königs und dessen Ratgebers Torgils Knutsson. Erik gelang es, den Grafen zu vertreiben, was ihm die Gunst der Könige von Dänemark und Norwegen sicherte.
Mit norwegischer und dänischer Unterstützung fielen Erik und Waldemar 1305 in Schweden ein. Birger gewann zunächst und zwang seine Brüder, eine Kapitulation zu unterzeichnen. Doch diese fanden Verbündete in den Gegnern des übermächtigen Torgils Knutsson, insbesondere bei Bischof Brynolf I. Algotsson von Skara, denn Torgils hatte während seiner Vormundschaftsregierung die Privilegien und die Unabhängigkeit der Kirche stark eingeschränkt. Gemeinsam konnten sie den König Anfang des Jahres 1306 dazu bringen, Torgils Knutsson hinzurichten und sich damit seines wichtigsten Ratgebers zu berauben.
Einige Monate später entführten die Brüder Birger und dessen Frau Märta, die Schwester des dänischen Königs, auf dessen Gut Håtuna und setzten sie in Nyköping gefangen. Dieses Ereignis bezeichnet die Erikschronik als Håtuna lek, Håtuna-Spiel. Der fünfjährige älteste Sohn des Königspaares Magnus Birgerson, der bereits zum Thronfolger ernannt worden war, konnte nach Dänemark in Sicherheit gebracht werden. Für zwei Jahre herrschten Erik und Waldemar, ohne die Königsmacht erreichen zu können, da viele Städte und Adlige zu König Birger hielten. Immerhin konnten die beiden Herzöge die unter ihrem Vater begonnene und von ihrem Bruder und Torgils Knutsson vernachlässigte Reform der Gesetzgebung fortsetzen.
1308 intervenierte dann Erik Menved und erzwang von Erik und Waldemar die Freilassung ihres Bruders. Zwar musste Birger seinen Brüdern im Gegenzug einige Burgen überlassen, doch verschoben sich zunächst die Machtverhältnisse zu seinen Gunsten. So ließ Håkon V. seinen künftigen Schwiegersohn fallen, entzog ihm seine Ländereien und wandte seine Unterstützung König Birger zu, mit dessen Sohn Magnus er seine inzwischen achtjährige Tochter verlobte. Von Erik forderte er die Rückgabe von Kungahälla, doch dieser verbündete sich mit dem gegen seinen Bruder Erik Menved rebellierenden dänischen Herzog Christoph. Er unternahm 1309 einen Kriegszug gegen Norwegen und erreichte schließlich 1310, dass Schweden zwischen den drei Brüdern aufgeteilt wurde. Erik erhielt Västergötland, Dalsland, Värmland und Kalmar und behielt Kungahälla und Halland. Mit Håkon schloss er am 22. März 1310 einen Vertrag, dass er innerhalb von drei Jahren dessen Erbtochter Ingebjørg heiraten würde. Seine in der Zwischenzeit eingegangene Verlobung mit Sofia von Werle, der Tochter von Nikolaus II. von Werle und Erik Menveds Schwester Richsa von Dänemark, löste er auf.
Im September 1312 fand schließlich in Oslo seine Hochzeit mit der elfjährigen Ingebjørg Håkonsdotter statt, während sein Bruder Waldemar gleichzeitig deren etwas ältere Cousine Ingebjørg Eriksdatter, die Tochter von Håkons Bruder und Vorgänger Erik II. von Norwegen, heiratete. Seine Schwiegermutter Euphemia von Rügen widmete ihm drei Ritterromane, deren Übersetzung in die norwegische Sprache sie veranlasste und finanzierte. Während Waldemar und seine Frau Ende 1313 nach Schweden zogen, blieb Erik als Ehemann der Erbtochter des norwegischen Königs und potentieller Nachfolger in Norwegen. Seine Ambitionen auf Schweden gab er allerdings nicht auf.
Zu Weihnachten 1317 lud König Birger seine Brüder zu einer Versöhnungsfeier auf Nyköpingshus ein, wo er und seine Frau zwei Jahre Gefangene seiner Brüder gewesen waren. In der Nacht nach dem Gastmahl von Nyköping wurden Erik und Waldemar gefangen genommen. Dieses wird in der Erikschronik als von Königin Märta inszenierte Rache für das Håtuna lek beschrieben. Die Brüder konnten noch ihr auf den 18. Januar 1318 datiertes Testament aus dem Gefängnis herausschaffen, doch das war ihr letztes Lebenszeichen. Sie starben wohl beide im Kerker von Nyköpingshus. Der Erikschronik zufolge verhungerten sie.
Ihre Ehefrauen schlossen zu ihrer Rettung einen Vertrag mit dem dänischen Herzog Christoph und dem Erzbischof Esger von Lund. Als am 27. Juni 1318 ein von ihnen ausgesandtes Heer Nyköpingshus eroberte, fanden sie nur die Leichen der beiden Herzöge. Vor dem folgenden Aufstand des schwedischen Adels floh König Birger mit seiner Familie zu seinem Schwager Erik Menved nach Dänemark, wo er bereits 1319 starb. Eriks und Ingebjørgs dreijähriger Sohn Magnus wurde am 8. Juli 1319 zu seinem Nachfolger gewählt, nachdem er bereits einige Monate zuvor seinem Großvater in Norwegen auf den Thron gefolgt war. Birgers neunzehnjähriger Sohn Magnus Birgerson, der bei der Flucht seiner Eltern als Kommandant von Stegeborg zurückgeblieben war, wurde 1320 als potentieller Rivale seines Cousins hingerichtet. Ingebjørg Håkonsdotter, die Mutter des jungen Königs, führte zunächst die Amtsgeschäfte. Sie verfolgte eine aggressive gegen Dänemark gerichtete Politik, ehe sie 1322/23 entmachtet wurde.

## Kinder
Aus der Ehe mit Ingeborg Håkonsdotter hatte Erik zwei Kinder:
1. Magnus Eriksson, * 1316, König von Schweden von 1319 bis 1364 und König von Norwegen von 1319 bis 1355
2. Eufemia Eriksdotter, * 1317, verheiratet mit Herzog Albrecht II. von Mecklenburg und Mutter des späteren schwedischen Königs Albrecht von Mecklenburg

## Erikschronik
Die Erikschronik ist die älteste schwedische Reimchronik und eines der wichtigsten Werke der mittelalterlichen schwedischen Profanliteratur. Die Chronik ist in sechs Handschriften aus dem 15. Jahrhundert erhalten, ihre Entstehungszeit wird aber auf 1322 bis 1332 datiert, also in die Zeit kurz nach Eriks Tod bis zur Volljährigkeit seines Sohnes, aus dessen Regierung nichts mehr berichtet wird. Sie ist in Knittelversen verfasst, umfasst in der längsten erhaltenen Fassung 4543 Verse und schildert die schwedische Geschichte, beginnend um 1229 mit der Regierungszeit Eriks XI. In dieser Zeit begann der Aufstieg von Birger Jarl, dem Stammvater der Folkunger genannten Familie. Nach dem Tod von Erik XI. setzte Birger Jarl seinen eigenen Sohn, den achtjährigen Waldemar, als Nachfolger ein. Die Chronik endet 1319 mit der Krönung des dreijährigen Königs Magnus Eriksson. Ihr Zentrum und ritterlicher Held ist Erik Magnusson. Dabei fehlen die Jahre 1314 bis 1317, also die Zeit direkt vor dem Gastmahl von Nyköping.
Als möglicher Verfasser wird Birger Persson angesehen, der Vater der heiligen Birgitta, der als Reichsrat und oberster Lagman versucht hatte, zwischen König Birger und seinen Brüdern zu vermitteln, und nach dem Scheitern der Verhandlungen ab 1308 einer der wichtigsten Unterstützer der Herzöge wurde. Nach Eriks Tod diente er als dessen Testamentsverwalter und führte zusammen mit der Witwe den Aufstand gegen Birger.
Inwieweit die Erikschronik als historische Quelle zu betrachten oder inwieweit sie propagandistische Dichtung ist, ist in der Forschung umstritten, denn ihre Darstellungen finden oft keinen Beleg in sonstigen Quellen oder widersprechen diesen sogar. So berichtet ausschließlich die Erikschronik, dass Birger Jarls minderjähriger Sohn Waldemar zum König gewählt worden sei, wodurch der Anspruch von Birger Jarls Nachkommen auf die Krone legitimiert wurde. Zudem ist die Darstellung der handelnden Personen sehr einseitig: Birger Jarl und Erik Magnusson werden Tugenden und Heldentaten zugeschrieben, während bei dem von seinem Bruder Magnus Ladulås 1275 abgesetzten König Waldemar ausführlich dessen skandalöse Affären, insbesondere der Ehebruch mit seiner Schwägerin, ausgebreitet werden. Und auch wird der Verlauf des Gastmahls von Nyköping in der Erikschronik weit ausführlicher dargestellt als in anderen Chroniken, wobei insbesondere Königin Märta und ihr Bruder, der dänische König, als Drahtzieher herausgestellt werden. Der propagandistische Zweck wird daran deutlich, dass Birgers freundliche Begrüßung seiner Brüder als Judaskuss stilisiert wird und die dramatische Schilderung der Leiden der verhungernden Gefangenen Parallelen zum 33. Gesang aus Dantes Göttlicher Komödie aufweist.